# Olho-d'Água do Borges
Olho-d'Água do Borges là một đô thị thuộc bang Rio Grande do Norte, Brasil. Đô thị này có diện tích 141,17 km², dân số năm 2007 là 4376 người, mật độ 31 người/km².